# Halteromyia quadrihaltera
Halteromyia quadrihaltera är en tvåvingeart som beskrevs av Grover 1979. Halteromyia quadrihaltera ingår i släktet Halteromyia och familjen gallmyggor. Inga underarter finns listade i Catalogue of Life.